# Phytomyza demissa
Phytomyza demissa är en tvåvingeart som beskrevs av Spencer 1969. Phytomyza demissa ingår i släktet Phytomyza och familjen minerarflugor. Inga underarter finns listade i Catalogue of Life.